# Ernest Roume
Ernest Nestor Roume (sinh 12 tháng 7 năm 1858 - mất 1941) là một chính trị gia người Pháp, từng giữ chức Toàn quyền Tây Phi thuộc Pháp từ năm 1902 đến 1907 và Toàn quyền Đông Dương từ 1915 đến 1916.